# Івановщина
Іва́новщина (рос. Ивановщина) — присілок у складі Юр'янського району Кіровської області, Росія. Адміністративний центр Івановського сільського поселення.

## Населення
Населення становить 262 особи (2010, 291 у 2002).
Національний склад станом на 2002 рік — росіяни 95 %.

## Історія
Присілок був заснований 1859 року як Івановський починок і мав спочатку всього 3 двори з 21 особою населення. Станом на 1862 рік у присілку проживало 195 осіб у 22 дворах.